# Ernst Ludwig Riepenhausen

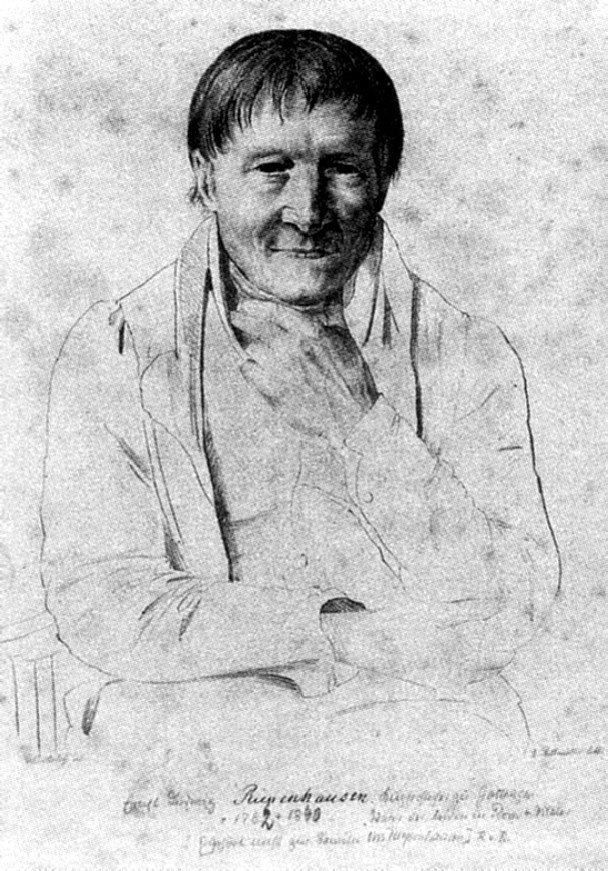
Ernst Ludwig Riepenhausen

Ernst Ludwig Riepenhausen (* 6. September 1762 in Göttingen; † 27. Januar 1840 ebenda) war Zeichner und Kupferstecher in der Universitätsstadt Göttingen. Für die Professoren der Hochschule illustrierte er zahlreiche wissenschaftliche Veröffentlichungen. Überregional bekannt wurde er vor allem durch seine Kupferstiche nach Graphiken des Engländers William Hogarth (1694–1767). Seinen beiden Söhnen Franz und Johannes Riepenhausen vermittelte er die Grundkenntnisse für deren eigene Berufswege als Maler und Kupferstecher.

## Leben und Werk

### Jugendjahre
Ernst Ludwig Riepenhausen wurde als Sohn des Uhrmachers Johann Christian Riepenhausen und seiner Frau Marie Elisabeth geboren. Der Vater war als Universitätsmechanikus und Hersteller von Uhren, Teleskopen usw. ein angesehener Bürger der Stadt. Über Ernst Ludwigs künstlerische Ausbildung gibt es nur den allgemeinen Hinweis, er habe sich seit „frühester Jugend der Zeichenkunst“ gewidmet. Einige kleinformatige Kupferstiche von seiner Hand – Landschaften und Bildnisse – werden auf die Jahre 1780–82 datiert. 1781 schrieb sich Riepenhausen an der Universität Göttingen ein, für einen Studiengang, der nicht einen bestimmten Beruf, sondern die Förderung der Allgemeinbildung zum Ziel hatte. Künstlerisch orientierte er sich an Daniel Chodowiecki und dessen populären Radierungen. Schon einem 1782 in Göttingen erschienenen Gedichtband waren als Illustrationen je zwei Kupferstiche des berühmten Chodowiecki und des jungen Riepenhausen beigelegt. „Die Zeitgenossen erkennen in Riepenhausen auch sehr bald einen durchaus brauchbaren Ersatzmann für den immer überlasteten Chodowiecki. [...] Die Verleger bestellen bei ihm Buch-Illustrationen und vor allem Kalender-Kupfer“. Und in einem Text von 1788 hieß es: „Ernst Ludwig Riepenhausen hat sich in Zeichnungen und Kupferstichen in hiesigen und anderen Taschenkalendern und anderen Werken in Chodowieckischer Manier schon vorzüglich hervorgetan.“

### Arbeitsbereiche

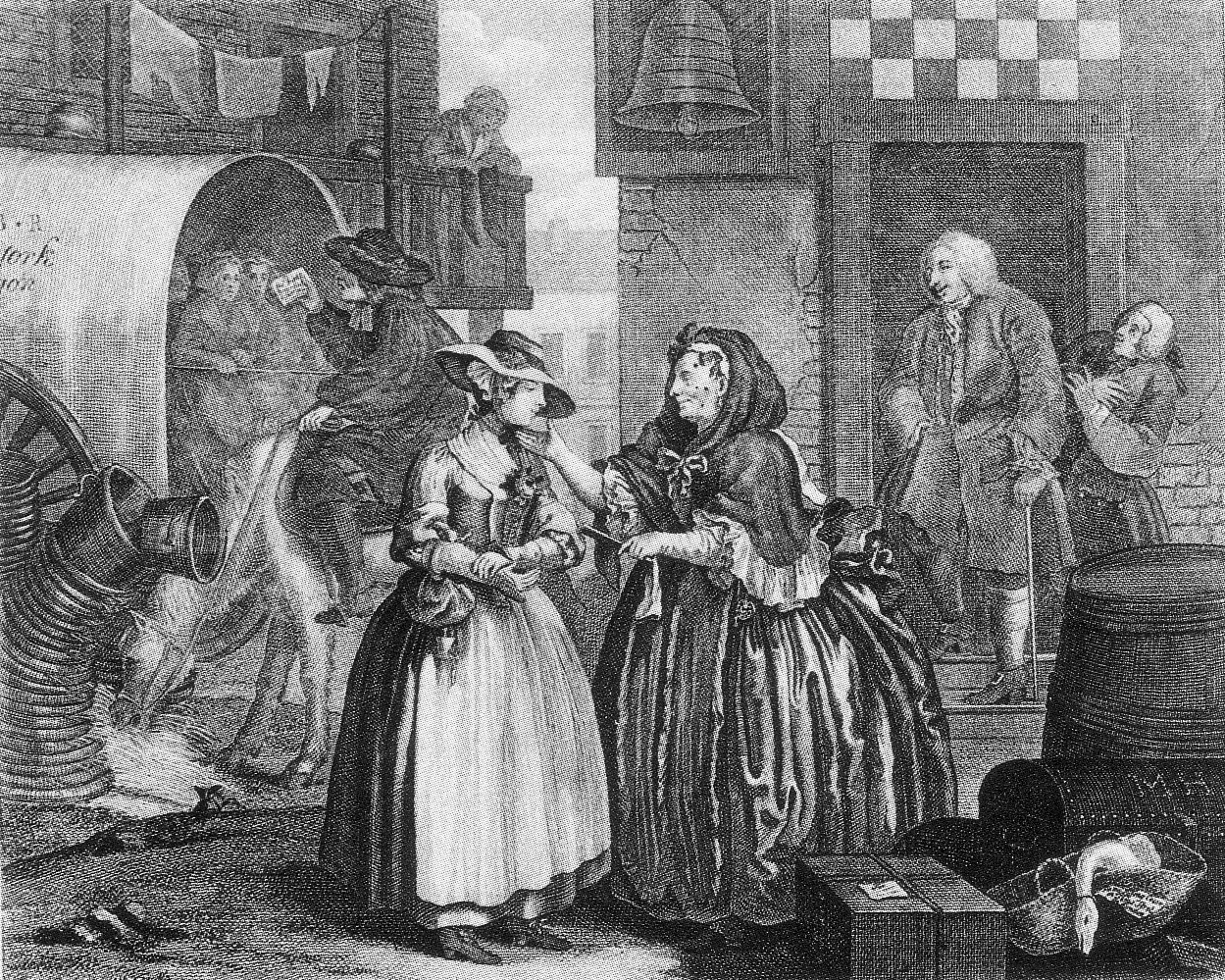
Kopie nach Hogarth: „Lebensweg einer Dirne“.

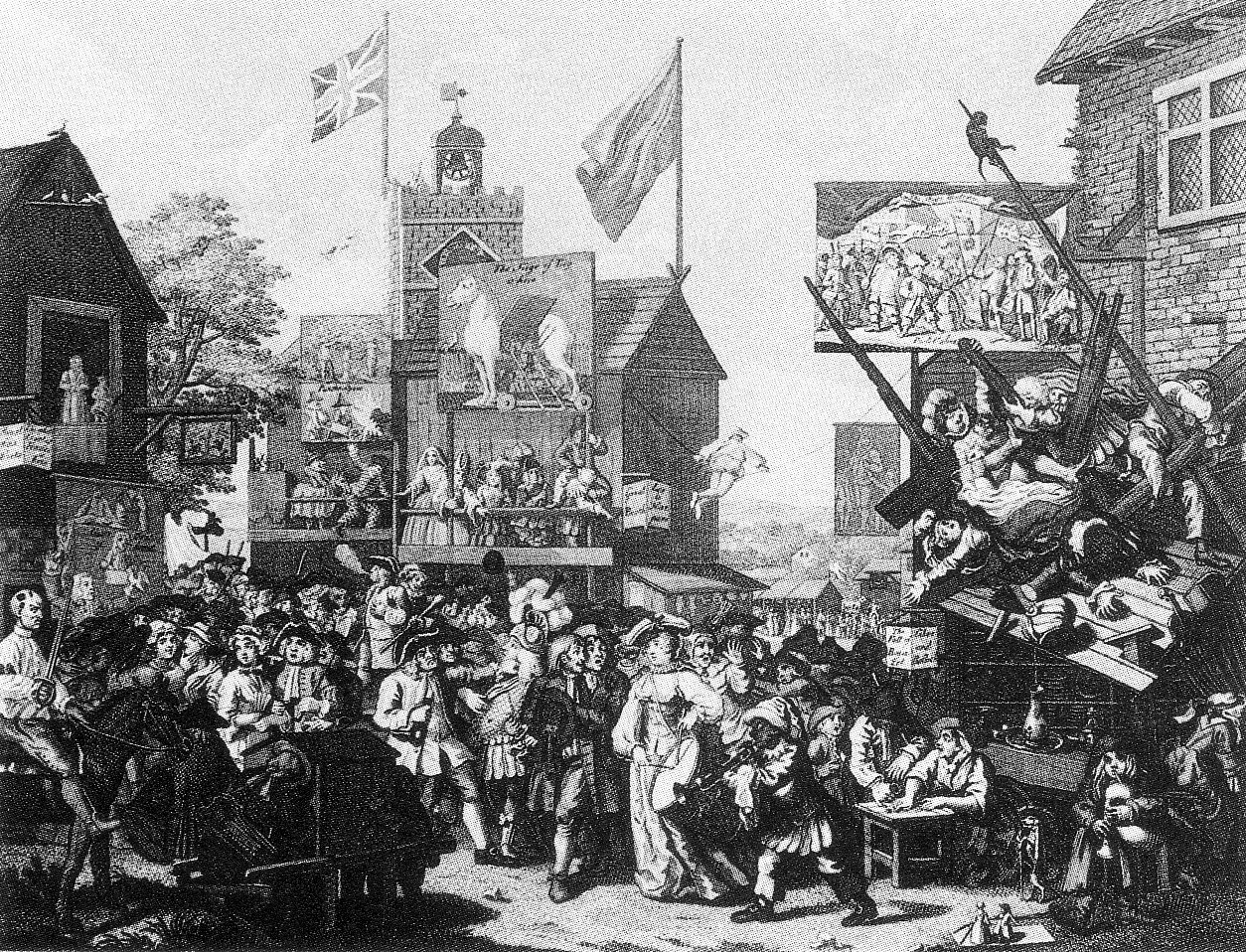
Kopie nach Hogarth: „Jahrmarkt von Southwark“.

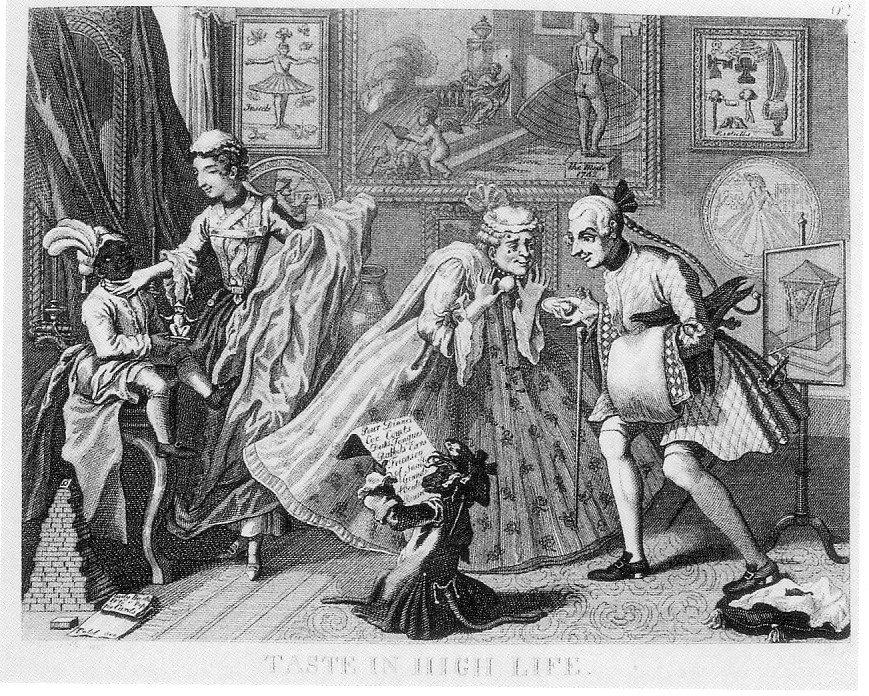
Kopie nach Hogarth: „Geschmack der Grossen Welt“.

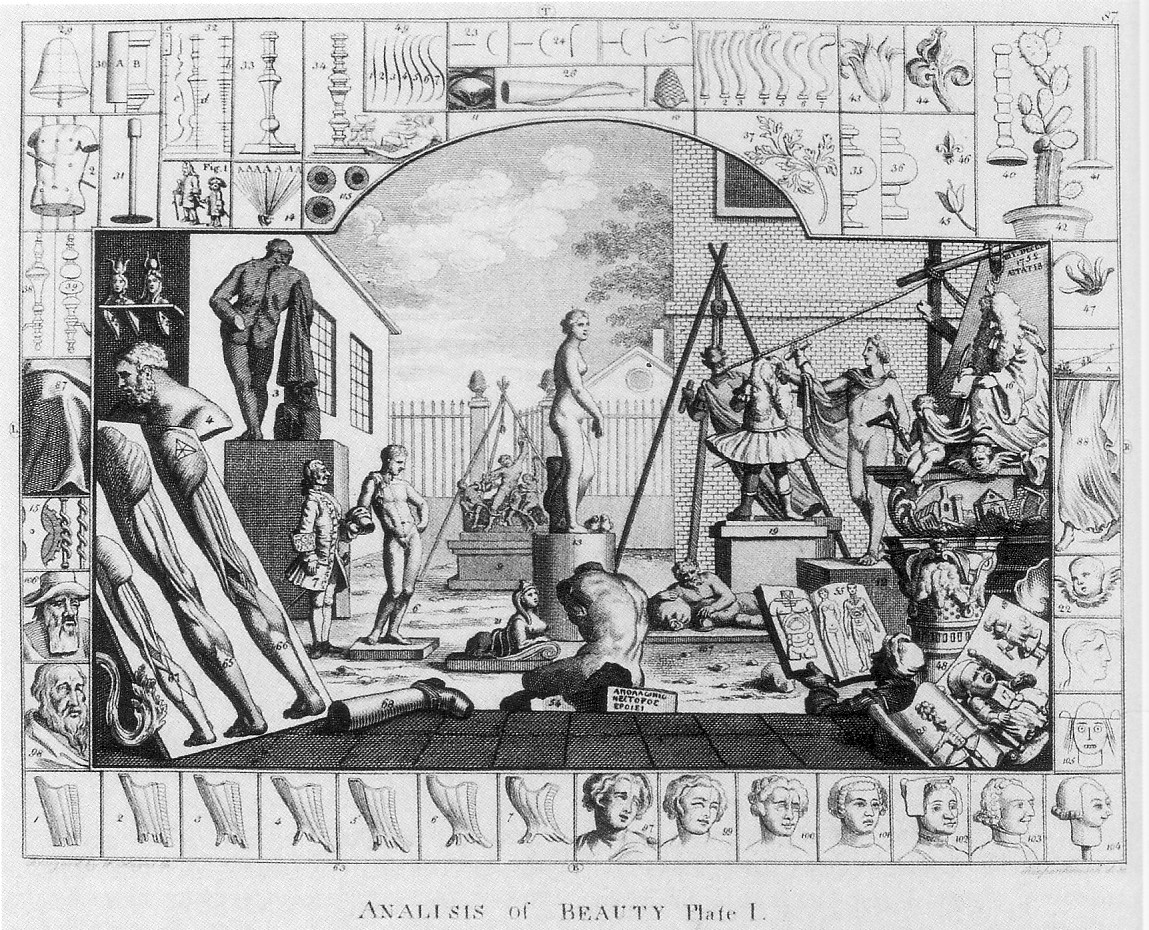
Kopie nach Hogarth: „Analyse der Schönheit“.

Arbeiten für Kalender und Almanache gehörten zu Riepenhausens wichtigsten Erwerbsquellen. Diese zeittypischen Druckerzeugnisse waren, ihren Untertiteln zufolge, „zum Nutzen und Vergnügen“, „für die elegante Welt“, „für gebildete Stände“, „für Töchter und Frauen edleren Sinnes“ oder „zur Beförderung des allgemeinen und häuslichen Glücks“ bestimmt. Der Schriftsteller, Mathematiker und Physiker Georg Christoph Lichtenberg vergab als Herausgeber des renommierten Göttinger Taschenkalender Illustrationsaufträge sowohl an Chodowiecki als auch an Riepenhausen, über dessen Stiche nach größeren Vorlagen er urteilte, es ginge „trotz der Verkleinerung der Copien auch nicht ein Funken von dem Geist des Originals verloren“.
In Lichtenbergs Kalender erschienen die ersten Blätter von Riepenhausens Hauptwerk, das insgesamt 89 verkleinerte Wiedergaben nach Kupferstichen von William Hogarth umfasst. Die gesellschaftskritischen, humoristisch/satirischen Arbeiten des englischen Künstlers fanden zur Zeit der bürgerlichen Aufklärung in Deutschland großes Interesse. Der relativ hohe Preis der Originale hatte einer weiten Verbreitung im Wege gestanden, Riepenhausens kleinere Nachstiche veränderten die Situation. Einige dieser Blätter wurden ab 1785 dem Göttinger Taschenkalender beigelegt, die vollständige Serie dann in 14 Bilderheften zwischen 1794 und 1835 bei Dieterich in Göttingen herausgegeben. Der Titeltext lautete: „G. C. Lichtenberg’s ausführliche Erklärung der Hogarthischen Kupferstiche, mit verkleinerten aber vollständigen Copien derselben von E. L. Riepenhausen.“
Seit 1783 hatte Riepenhausen an Lichtenbergs Taschenkalender mitgearbeitet und dabei außer den Reproduktionen nach Hogarth eine Vielzahl von Modekupfern, Illustrationen, Karikaturen und dergleichen beigetragen. Ähnliche Arbeiten lieferte er für eine ganze Reihe vergleichbarer Publikationen. Einige von ihnen wurden ebenfalls von dem mit Riepenhausen befreundeten Verleger Johann Christian Dieterich in Göttingen herausgegeben, andere in Gotha oder Berlin. Dazu kamen Illustrationen für verschiedene literarische Werke, etwa für Romane des Schriftstellers Adolph Freiherr Knigge (1752–1796) und für Gedichte von Gottfried August Bürger (1747–1794), mit dem Riepenhausen eng befreundet war; die letzten sechs Jahre seines oft unglücklichen Lebens verbrachte der Dichter im Hause seines Freundes in Göttingen. Die besten Einnahmen erzielte Riepenhausen jedoch mit kleinformatigen Kupferstichen für Stammbuchblätter, die er auch selbst vertrieb. Solche Blätter konnten den damals beliebten Stammbüchern lose beigefügt werden. Seine Bildmotive waren anfangs Porträts von Dichtern und bildenden Künstlern, ab 1812 hauptsächlich Landschaften; allein 58 von ihnen zeigten Göttingen und Umgebung, dazu kamen etwa 240 Ansichten aus dem weiteren deutschen Raum und aus fremden Ländern.
Auch an der Antiken-Rezeption seiner Zeit war Riepenhausen beteiligt. Der Maler Johann Heinrich Wilhelm Tischbein beschäftigte ihn bei der Herstellung der wissenschaftlichen archäologischen Kupferstich-Illustrationen für sein Werk „Homer nach Antiken gezeichnet“, das 1801 bei Dieterich erschien. 1799 und 1800 kam Tischbein deshalb wiederholt aus seinem Wohnort Kassel nach Göttingen. Zwischen 1803 und 1805 entstanden Riepenhausens Nachstiche nach Umrisszeichnungen, die der Engländer John Flaxman 1793 in Rom für Ilias und Odyssee von Homer angefertigt hatte. 1795 hatte Tommaso Piroli diese Zeichnungen erstmals in Kupfer gestochen. Riepenhausens Nachstiche trugen zur verbreiteten Kenntnis des klassizistischen Umrissstils bei, der von Goethe und den deutschen Romantikern geschätzt wurde und andere Künstler, darunter auch Riepenhausens Söhne Franz und Johannes, beeinflusste.

### Die Söhne Franz und Johannes
Die beiden Söhne waren 1805 aus beruflichen Gründen nach Rom gereist und blieben dort bis zu ihrem Lebensende. Ihr Vater, inzwischen zum zweiten Mal verheiratet, sah sie nie wieder, doch die enge persönliche und berufliche Bindung wurde durch Briefe und den Austausch von Zeichnungen aufrechterhalten. 1818 schrieb Ernst Ludwig Riepenhausen: „Meine lieben Kinder! Alle Tage möchte ich näher und näher bei Euch sein, Euch endlich mal wieder sehen. Meine Einbildungskraft ist bei keinem Gegenstand so groß, als der Gedanke an Euch“; und 1827: „Jetzt wird Johannes wohl anders aussehen. Wenn ich so ins Blaue hinsehe, so kann ich mich Euch recht gut denken, aber dann werde ich um desto betrübter, denn ich habe auch keinen Strich von Eurem nunmehr italiänischen Angesichte ... .“

### Universitätskupferstecher
Als Universitätskupferstecher illustrierte Riepenhausen wissenschaftliche Publikationen für Göttinger Professoren der unterschiedlichsten Fachrichtungen. Zu seinen Auftraggebern gehörten Mediziner, Mathematiker, Historiker, Archäologen, Biologen und Mineralogen. Ein Gehalt war mit dem Titel jedoch nicht verbunden, seine Honorare mussten er jeweils frei vereinbaren. Wiederholt hatte er mit finanziellen Problemen zu kämpfen. Im Juni 1818 beantragte er beim Kuratorium der Universität ein festes Jahresgehalt: „Allein die Erziehung meiner Kinder, wovon zwei Söhne als nicht unbekannte Künstler in Rom leben, hat so viel gekostet, daß ich bei herangerückten Jahren mir die Bitte erlaube, mir ein Jahresgehalt zu bewilligen.“ In einem Empfehlungsschreiben unterstrich der damals berühmte Mediziner Langenbeck: „Riepenhausen ist allen Lehrern unserer Universität bei der Heraushebung eines Werkes, welches mit Kupferstichen versehen werden muß, unentbehrlich. Schon seit langer Zeit hat er zu den Werken der Göttinger Professoren die Kupferstiche gemacht. Besonders bei meinen anatomischen Werken ist er unentbehrlich... .“ Trotz zusätzlicher Empfehlungen blieb der Antrag Riepenhausens zunächst folgenlos. Erst nach einer weiteren Anfrage wurde ihm am 9. August 1820 ein Jahresgehalt von 100 Talern bewilligt, das als Alterssicherung ausreichend war.

### Lebensabend
In späteren Lebensjahren wurde Riepenhausen nebenher auch als Kunsthändler aktiv. Im Lauf seines Berufslebens hatte er eine umfangreiche private Sammlung grafischer Arbeiten angelegt; 1838 versandte er einen gedruckten Katalog der Blätter, von denen er sich trennen wollte. Als Kupferstecher arbeitete er bis ins hohe Alter. Von Zeitgenossen wurde er beschrieben als geselliger, allseits beliebter und geachteter Greis mit gelblicher Perücke. 1827 schrieb er seinen Söhnen: „Wo ich gehe und stehe, werde ich allerwärts mit offenen Armen empfangen, aber ich tue auch niemandem was Unrechtes. Ich stelle mir dies alles auch so vor von Euch. Dieses kann man nicht für Geld kaufen und den größten Genuß hat man doch selber.“ Ernst Ludwig Riepenhausen starb in seinem Göttinger Haus nach kurzer Krankheit im Alter von 77 Jahren.